# 马多内
马多内（義大利語：Madone），是意大利贝加莫省的一个市镇。总面积2.98平方公里，人口3999人，人口密度1341.9人/平方公里（2009年）。国家统计（ISTAT）代码为016131。

## 友好城市
- 法國迪赛
- 葡萄牙巴爾基尼亞新鎮